# Чернету
Чернету (рум. Cernetu) — село у повіті Телеорман в Румунії. Входить до складу комуни Мирзенешть.
Село розташоване на відстані 78 км на південний захід від Бухареста, 12 км на південний схід від Александрії, 139 км на схід від Крайови.

## Населення
За даними перепису населення 2002 року у селі проживала 1531 особа.
Національний склад населення села:
| Національність | Кількість осіб | Відсоток |
| -------------- | -------------- | -------- |
| румуни         | 1452           | 94,8%    |
| цигани         | 79             | 5,2%     |

Рідною мовою назвали:
| Мова      | Кількість осіб | Відсоток |
| --------- | -------------- | -------- |
| румунська | 1514           | 98,9%    |
| циганська | 17             | 1,1%     |